# Biram Mbenda Thilor Fall
Pour les articles homonymes, voir Biram (homonymie).
Biram Mbenda Thilor (Biram Mbenda Cilor en wolof) est un damel du Cayor – le souverain d'un royaume pré-colonial situé à l'ouest de l'actuel Sénégal.

## Biographie
Successeur de Makhourédia Diodio Diouf, il est cependant évincé pendant quelques heures par le prince Madiakhère qui se fait élire damel. Il le fait tuer et règne alors pendant deux ans, de 1691 à 1693.
Dé Tialao lui succède.